# Zoraida ridleyi
Zoraida ridleyi är en insektsart som beskrevs av Frederick Arthur Godfrey Muir 1918. Zoraida ridleyi ingår i släktet Zoraida och familjen Derbidae. Inga underarter finns listade i Catalogue of Life.